# Droga wojewódzka 318
Die Droga wojewódzka 318 (DW 318) ist eine 16 Kilometer lange Droga wojewódzka (Woiwodschaftsstraße) in der polnischen Woiwodschaft Lebus, die Sława und Lubięcin verbindet. Die Strecke liegt im Powiat Nowosolski und im Powiat Wschowski.

## Streckenverlauf
Woiwodschaft Lebus, Powiat Nowosolski
-  Lubięcin (Liebenzig) (DW 315)
- Dąbrowno (Eichau)

Woiwodschaft Lebus, Powiat Wschowski
-  Tarnów Jezierny (Tarnau) (DW 325)
- Tarnówek
- Kuźnica Głogowska (Hammer)
- Radzyń (Rädchen)
-  Sława (Schlawa) (DW 278)